# Laborde (Altos Pirenéus)
Laborde é uma comuna francesa na região administrativa da Occitânia, no departamento dos Altos Pirenéus. Estende-se por uma área de 1.82 km², e possui 85 habitantes, segundo o censo de 2018, com uma densidade de 47 hab/km².